# Josie Mel
Josie Mel (eigentlich: Donald Burns Campbell) ist ein jamaikanischer Reggae-Musiker.

## Leben und Karriere
Wie viele andere jamaikanische Reggae-Sänger kam Josie Mel im Kirchenchor zur Musik, wo er bereits seit seinem 10. Lebensjahr sein Gesangstalent schulte. 
Nachdem er zuvor mit einigen Singles und Beiträgen auf Kompilationen eine gewisse Bekanntheit erlangt hatte, erschien im Jahr 2003 sein Debütalbum Freedom beim niederländischen Label Walboomers Music. Die meisten der Songs auf dem Album, darunter Youth Fi Big, eine Kollaboration mit Capleton, wurden von Richard Bell und Maurice „Jack Scorpio“ Johnson produziert und waren stilistisch dem conscious Dancehall zuzuordnen. Zu den namhaften Musikern, die daran beteiligt waren, gehörten neben weiteren Sly & Robbie und Dean Frazer.
Josie Mel hatte mit Rasta Still De 'Bout, einem mit Lutan Fyah gemeinsam aufgenommenen Song, bereits Erfolge in den jamaikanischen Charts, als er 2005 das gleichnamige Album herausbrachte, das bei Minor7Flat5 erschien. Produziert wurde das klassische Roots-Reggae-Album Rasta Still De 'Bout von Andreas „Brotherman“ Christophersen und Lynford „Fatta“ Marshall. 2007 folgte mit This Whole World das nächste Album bei Minor7Flat5, auf dem auch wieder Lutan Fyah bei zwei gemeinsamen Songs zu hören ist.

## Diskografie (Auswahl)
- Freedom (2003, Walboomers Music)
- Rasta Still De 'Bout (2005, Minor7Flat5)
- This Whole World (2007, Minor7Flat5)